# Schrems (Herrschaft)
Die Herrschaft Schrems war eine Grundherrschaft im Viertel ober dem Manhartsberg im Erzherzogtum Österreich unter der Enns, dem heutigen Niederösterreich.

## Ausdehnung
Die Herrschaft umfasste zuletzt die Ortsobrigkeit über Schrems, Freihäuser zu Schrems, Kollersdorf, Zwimannsbusch, Hörmanns, Kleedorf, Ehren-Hobarten, Langschwarza, Eullenbach, Gutenbrunn, Edlprinz, Jaudling, Stoyes, Vesten-Poppen, Stögersbach, Heinrichs, Wiederfeld, Nieder-Schrems und Falkendorf. Der Sitz der Verwaltung befand sich im Schloss Schrems.

## Geschichte
Letzte Inhaberin der Allodialherrschaft war Eugenia Freifrau von Bartenstein (1807–1871), die die Herrschaft nach den Reformen 1848/1849 auflöste.